# Alga
Alga je stará mongolská jednotka objemu.
Převodní vztahy:
1 alga = 0,0518 l = 1/2000 ačá